# Adolfo Manzano
Adolfo Manzano (Bárzana, Quirós, Asturias, 1958) es un escultor español.

## Biografía
Nació en Bárzana de Quirós en 1958 y estudió en la Escuela de Artes y Oficios de Oviedo. En 1968 realizó su primera exposición en la Galería Siboney de Santander.

## Obra
Adolfo Manzano es autor de numerosas obras y exposiciones, tanto individuales como colectivas. Entre ellas, destaca la escultura Canto de los días huidos, hecha en mármol de Macael y situada en la ruta del Cervigón, en Gijón. Asimismo, también colaboró con la revista asturiana Atlántica XXII.

## Estilo
Su estilo es minimalista e incorpora todo tipo de materiales, desde maderas y aglomerados hasta cera, papel o fotografía.